# Анри Пиер
Анри Пиер е френски архитект.

## Биография
В периода 1893 – 1894 г. е главен архитект на Варна. Работи в града няколко години. Стилът му е най-често определян като еклектичен неокласицизъм и се отличава с голямо внимание към детайла. Архитект е на сградата на Девическото занаятчийско-практическо училище „Трудолюбие“ (1900), в днешно време известна като Матроски клуб, както и на няколко жилищни сгради във Варна. Той е и създателят на сградата на варненския военноморски музей (1890), като в началото тя е изпълнявала функциите на казино.